# Женская сборная Болгарии по баскетболу
Женская сборная Болгарии по баскетболу — женская сборная команда Болгарии, представлявшая эту страну на международных баскетбольных соревнованиях вплоть с 1935 года. Сборная выигрывала серебряные и бронзовые медали олимпийских игр и первенств мира по баскетболу среди женщин, а также завоевала полный комплект медалей чемпионата Европы по баскетболу среди женщин.

## История
В 1950-х годах женская сборная Болгарии по баскетболу дебютировала на международной арене. Сперва она выиграла бронзовую медаль чемпионата Европы, стала в первый (единственный) раз чемпионом Европы по баскетболу и заняла второе место на первенстве мира. В 1960-х годах сборная Болгарии продолжила традицию получения медалей на международной арене: были выиграны две серебряные и две бронзовые медали первенств мира и Европы. В 1970-х годах завоевала одну серебряную и одну бронзовую медали первенства Европы по баскетболу, а также стала бронзовым медалистом олимпийских игр. В финале баскетбольного олимпийского турнира в Москве сборная Болгарии проиграла сборной СССР и стала вице-чемпионом олимпийских игр. В 1980-х годах она выиграла две серебряные и одну бронзовую медали европейского первенства по баскетболу среди женщин. В 1990-х годах сборная Болгарии успехов на международной арене не добивалась. В 2000-х годах она не проходила отбор на международные соревнования.

## Результаты

### Олимпийские игры
- 1976  3°
- 1980  2°
- 1988 5°

### Чемпионат мира по баскетболу среди женщин
- 1959  2°
- 1964  3°
- 1967 7°
- 1983 6°
- 1986 7°
- 1990 8°

### Чемпионат Европы по баскетболу среди женщин
- 1952 4°
- 1954  3°
- 1956 4°
- 1958  1°
- 1960  2°
- 1962  3°
- 1964  2°
- 1966 7°
- 1968 5°
- 1970 4°
- 1972  2°
- 1974 5°
- 1976  3°
- 1978 7°
- 1980 5°
- 1981 5°
- 1983  2°
- 1985  2°
- 1987 9°
- 1989  3°
- 1991 4°
- 1993 6°